# Johann Otto
Johann Otto (4. května 1885 Rumburk – 1. června 1952 Gmünd, Rakousko) byl německojazyčný římskokatolický kněz z českých zemí, sídelní kanovník litoměřické kapituly v letech 1940–1952.

## Biografie
Rumburský rodák z německy mluvící rodiny byl na kněze v litoměřické diecézi vysvěcen 11. července 1909 litoměřickým biskupem Emanuelem Schöbelem. Od roku 1910 byl kaplanem v České Lípě. Od roku 1912 byl concinator u litoměřické katedrály, v období I. světové války byl polním kurátem a od roku 1919 byl v Litoměřicích ředitelem institutu (Director Instituti surdomut).
Dne 1. března 1940 byl litoměřickým biskupem Antonínem Weberem jmenován sídelním kanovníkem katedrály sv. Štěpána s kanonikátem ceinoviánským. Po skončení II. světové války v souvislosti s poválečným vývojem byl v květnu 1946, spolu s ostatními členy kapituly německé národnosti, zařazen do odsunu. Zemřel v rakouském Gmündu 1. června 1952. Za svou duchovní činnost byl papežem jmenován tajným papežským komořím.